# 나는 대놓고 신데렐라를 꿈꾼다
《나는 대놓고 신데렐라를 꿈꾼다.》는 2024년 방송되고 있는 TVING 오리지널 드라마이다.

## 줄거리
현실의 벽에 부딪쳐 신데렐라가 되기로 마음먹은 여자 사랑 따위 믿지 않는 백마탄 재벌왕자를 만나 벌어지는 하이브리드 로맨틱 코미디 시리즈 드라마이다.

## 제작진

### 연출
- 김민경 : ( tvN 토요 예능프로그램 《SNL 코리아 시즌 1》(공동연출)
- tvN 금요 8부작 미니시리즈 《초인시대》(연출)
- tvN 토요 예능프로그램 《SNL 코리아 시즌 8》(연출)
- tvN 예능프로그램 《코미디빅리그》(공동연출)
- tvN 토요 예능프로그램 《SNL 코리아 시즌 9》(공동연출)

### 극본
- 유자

### 크리에이터
- 백미경 : ( SBS 특집 드라마 《강구 이야기》(집필)
- JTBC 금토 드라마 《사랑하는 은동아》(집필)
- JTBC 금토 드라마 《힘쎈여자 도봉순》(집필)
- JTBC 금토 드라마 《품위있는 그녀》(집필)
- 도서 《품위있는 그녀》(집필)
- KBS 2TV 월화 드라마 《우리가 만난 기적》(집필)
- tvN 토일 드라마 《날 녹여주오》(집필)
- 도서 《날 녹여주오》(집필)
- tvN 토일 드라마 《마인:MINE》(집필)
- 도서 《마인:MINE》(집필)
- 영화 《흥부》(각본) 집필
- JTBC 주말 미니시리즈 《힘쎈여자 강남순》(집필)

## 등장 인물

### 주요 인물
- 표예진 : 신재림 역 - 사교클럽 “청담헤븐”의 매니저.

백마탄 왕자를 찾겠다는 사심에 청담헤븐 사교클럽 매니저로 취업하는 인물. 하지만 누군가에게 의존하고 사랑을 갈구했던 과거를 벗어나 점차 자신의 삶을 수용하고 사랑을 주체적으로 쟁취하기 위해 강해지는 21세기형 신데렐라다.
- 이준영 : 문차민 역 - 사교클럽 “청담헤븐”의 대표(CEO)

사람을 믿지 않는 재벌집의 오만한 왕자이자 청담헤븐 사교클럽 대표. 여자 보기를 돌같이 하고 신데렐라를 꿈꾸는 부류를 싫어하는 인물로, 새로 들어온 신재림과 얽히고 설키며 자신의 마음을 깨닫게 된다.
- 김현진 : 백도홍 역 - 천만영화 감독

- 송지우 : 반단아 역 - 문차민의 비즈니스 약혼자

### 재림이네 식구들
- 백주희 : 황소라 역
- 김채은 : 강수진 역
- 송영주 : 강화진 역
- 류승수 : 신광수 역

### 청담헤븐 식구들
- 도병훈 : 허영배 역
- 이지혜 : 구정자 역
- 차선형 : 온국진 역
- 안현정: 양세리 역

### 그 외 인물
- 이상운 : 구남훈 역
- 이다혜 : 노선정 역

### 기타 인물
- 한울
- 딘딘

## 같이 보기
- 대한민국의 텔레비전 드라마 목록 (ㄴ)
- 2024년 대한민국의 텔레비전 드라마 목록